# Maladie bactérienne des plantes

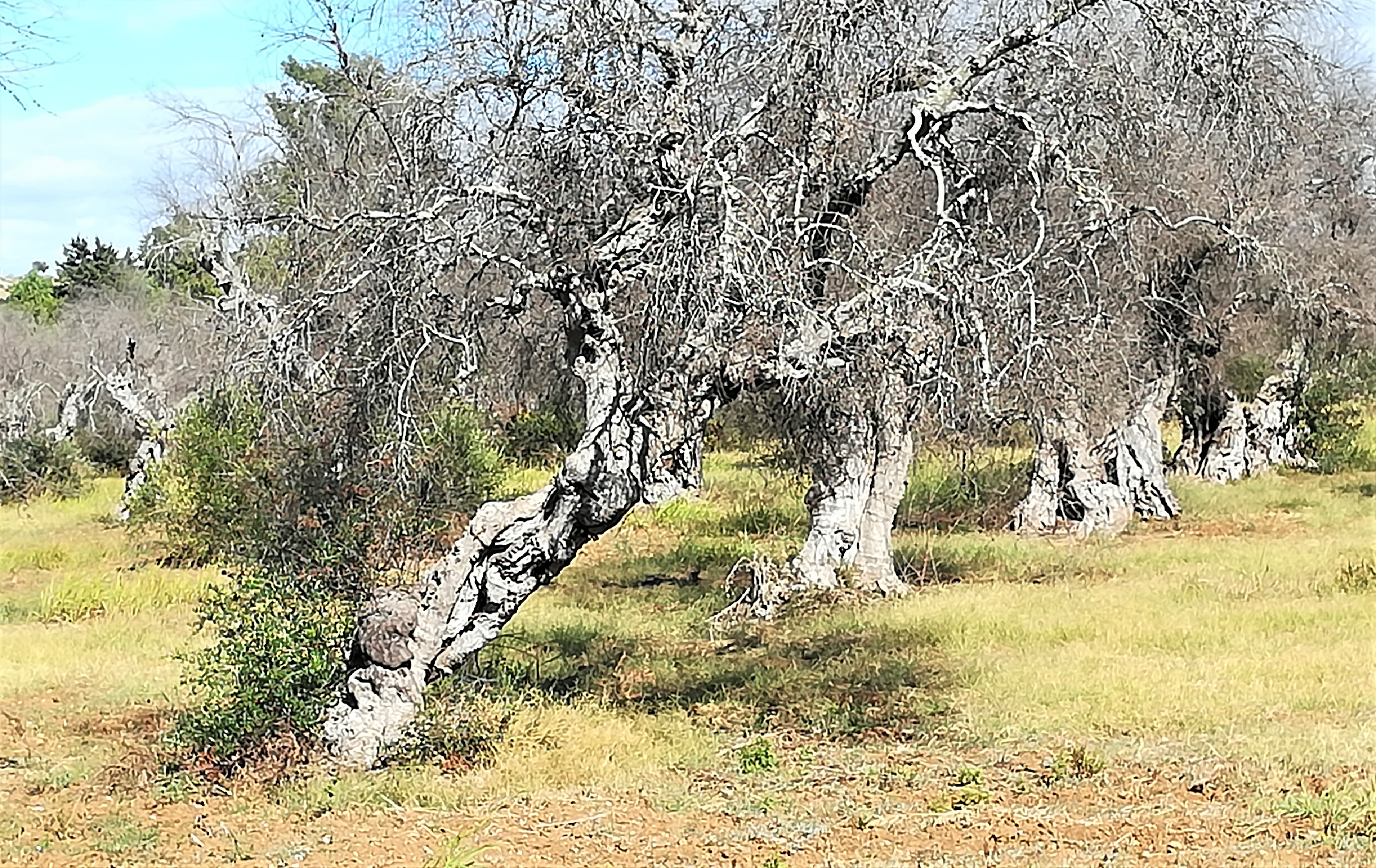
Olivier atteint du complexe du dessèchement rapide (CoDiRO) dû à la bactérie Xylella fastidiosa.

Les maladies bactériennes des plantes, bactérioses végétales ou phytobactérioses, sont des maladies des plantes causées par des espèces de bactéries (y compris phytoplasmes et spiroplasmes).  Environ 200 espèces de bactéries sont des agents phytopathogènes à l'origine de maladies qui peuvent avoir des conséquences économiques importantes en causant des pertes de rendement, en dépréciant la qualité et la valeur marchande des produits ou en limitant les échanges internationaux, du fait de mesures de quarantaine. Ce sont des maladies difficiles à combattre, les méthodes de lutte reposent d'abord sur la prophylaxie, associée à des traitements chimiques, et sur le choix de variétés résistantes lorsqu'elles sont disponibles. Le recours à des antibiotiques est exceptionnel, cette pratique étant interdite dans de nombreux pays, et trop coûteuse pour la plupart des cultures.
Au début du XXIe siècle, on recensait environ 350 taxons (espèces, pathovars) de bactéries phytopathogènes.  

## Historique

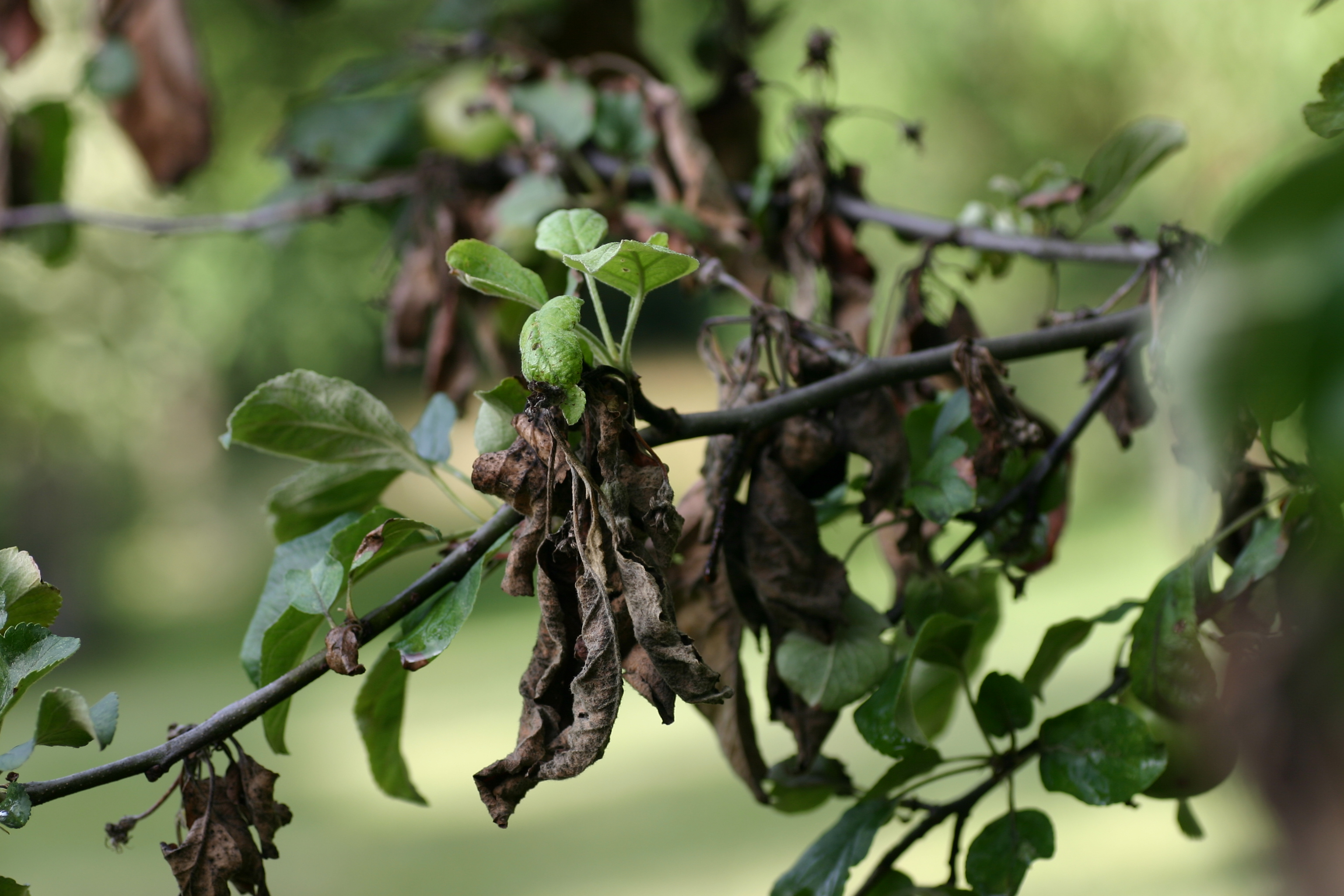
Symptômes du feu bactérien sur pommier.

Certaines maladies des végétaux sont décrites depuis l’Antiquité ; pourritures, nécroses, jaunissement, dépérissement, chancres. Le phénomène de contagion était plus ou moins compris, mais c'est l'invention du microscope qui a permis l'identification des bactéries comme agents infectieux.
La première bactérie qui s'est avérée être un agent pathogène des plantes est  Erwinia amylovora, responsable du feu bactérien. Cette maladie a été signalée sur pommier et poirier dès 1780, dans la vallée de l'Hudson à New York, et en 1887 en Californie.

## Pathovars
Parmi les bactéries Xanthomonas, l'espèce Xanthomonas translucens — à titre d'exemple — présente de très nombreux pathovars qui s’attaquent aux céréales et graminées.
- Xanthomonas transluscens  pv undulosa
- Xanthomonas transluscens  pv cerealis
- Xanthomonas transluscens  pv graminis
- Xanthomonas transluscens  pv (...)

## Principaux groupes de bactéries phytopathogènes

### α-protéobactéries
Ce groupe taxonomique contient l'ancien genre Bacterium (en). Mis au contact d’une blessure, la bactérie peut provoquer chez quasiment toutes les dicotylédones, des galles ou quelquefois la prolifération de racines (cf. Agrobacterium tumefasciens). Ce groupe contient également le genre rhizobium qui vit en symbiose avec les racines de légumineuses.

### β-protéobactéries
On y trouve le genre Burkholderia qui provoque des flétrissements, des pourritures ou des nécroses. On retrouve également le genre Ralstonia solanacearum est responsable de maladies vasculaires en région tropicales.

### γ-protéobactéries
Ce groupe regroupe la majorité des espèces de bactéries phytopathogènes: les Pseudomonas, les Xanthomonas, et les Erwinias (genres Erwinia, Pantoea, Dickeya, Pectobacterium).

### ε-protéobacteries
On y trouve de nombreuses espèces vivant dans les vaisseaux du phloème. 

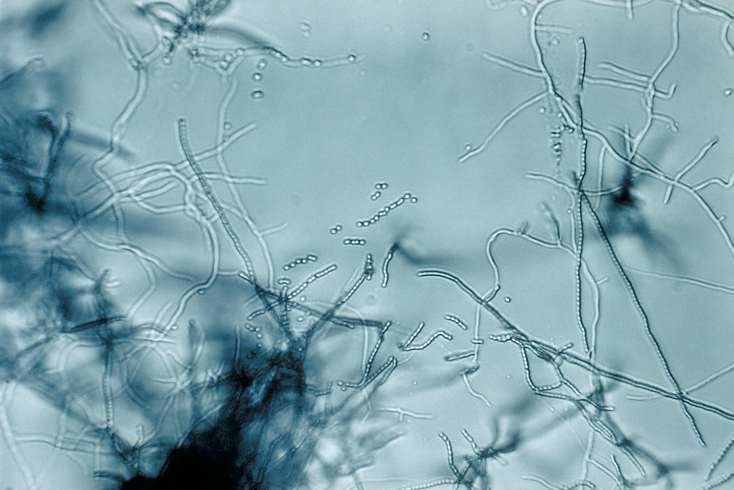
Streptomyces

Dans le groupe des bactéries Gram + dont le contenu C+G < 50 %
On retrouve la section des mollicutes qui contient les phytoplasmes et spiroplasmes qui sont des bactéries sans paroi. Cette spécificité, induit un grand polymorphisme et une insensibilité aux antibiotiques inhibant la synthèse des parois. Ces bactéries se font souvent transportés par des insectes vecteurs (cicadelles, psylles) pour coloniser les vaisseaux conducteurs dans lesquels elles vivent.
Dans le groupe des bactéries dont le contenu C+G > 50 %
On retrouve les corynéobactéries. Les espèces les plus dommageables sont clavibacter michiganese subsp sepedonicum provoquant la maladie de la nécrose annulaire de la pomme de terre, tandis que clavibacter michiganese subsp michiganense cause le flétrissement de la tomate. Ce groupe contient également le genre Streptomyces.

## Maladies bactériennes chez les végétaux

### Principaux symptômes des bactérioses
Une même bactérie peut provoquer des symptômes différents sur différents organes.
Les nécroses et les brûlures : ce sont des attaques localisées qui aboutissent à la mort lente des cellules. La feuille présente des petites plaques de cellules mortes et sèches. 
Les tâches huileuses ou pourriture molle : l’attaque des bactéries se matérialise par une prolifération rapide qui détruit les tissus sous-jacents. La prolifération des bactéries se réalise dans un amas visqueux.
Les galles ou tumeurs : il s’agit d’une prolifération anarchique des cellules de la plante hôte provoquée par les bactéries.
Les chancres peuvent être dus à plusieurs types de bactéries, dont certains pathovars de Pseudomonas syringae qui attaquent notamment les marronniers depuis peu.
Les trachéobatérioses : il s’agit d’une prolifération à l’intérieur des tissus conducteurs de la plante hôte. Les feuilles se flétrissent du côté des tissus atteints.

### Mécanismes
La dynamique épidémique de maladies bactériennes se traduit par plusieurs évènements qui constituent le cycle infectieux de base : phase de conservation de l’inoculum, la phase d’infection et la phase de dispersion.

#### Phase de conservation
Les bactéries peuvent se conserver entre deux phases d'infection dans des débris végétaux (malades ou résidus de culture), dans des chancres ou bien dans les semences. Pour bon nombre d'espèce et notamment d'organismes de quarantaine, les semences constituent d'ailleurs le principal acteur de la dissémination longue distance.

#### Phase d’infection
L’infection se fait le plus souvent de façon aléatoire en utilisant des ouvertures naturelles comme les stomates, les lenticelles, les hydathodes ou par les blessures occasionnées par des insectes phytophages ou lors de tailles. Le sol et la rhizosphère (la zone proche des racines) constitue un milieu de survie pour de nombreuses bactéries phytopathogènes.
Une fois à l'intérieur de la plante, les bactéries n'utilisent pas toutes les mêmes stratégies pour assurer leur croissance en phase parasitaire. Les mécanismes actifs de l'infection et de l'invasion sont au nombre de trois :
1. le comportement nécrogène repose essentiellement sur la capacité de certaines bactéries à élaborer un système de sécrétion de type III (T3SS) et à injecter, au moyen de ce système de sécrétion, des effecteurs protéiques dans l'apoplaste ou dans le cytoplasme des cellules hôtes. Ces effecteurs perturbent le métabolisme des cellules hôtes et provoquent d'une façon ou d'une autre à leur mort; mort qui permet le relargage de composés dans l'apoplaste permettant aux bactéries présentes dans les espaces intercellulaires de s'entourer d'un environnement riche, favorable à leur croissance. Les agents nécrogènes ne sont pas des nécrotrophes ! Ils provoquent la mort des cellules hôtes mais ne se multiplient pas dans les tissus en décomposition. Certaines bactéries nécrogènes utilisent également des toxines telles que la coronatine (Pseudomonas syringae pv. tomato, agent de la moucheture de la tomate) ou la phaseolotoxine (Pseudomonas savastanoi pv phaseolicola, agent de la graisse à halo du haricot). Parmi les bactéries nécrogènes se situent également des espèces appartenant au genre Xanthomonas, Ralstonia et Erwinia amylovora, agent du feu bactérien ;
2. le pouvoir pathogène des bactéries macergènes est lié principalement à la production d'enzymes dégradant les parois cellulaires végétales tels que les pectates lyases et des polygalacturonase. Ces bactéries sont responsables de pourritures molles. Les principaux agents concerncés sont les bactéries des genres Pectobacterium et Dickeya (ex-Erwinia chrysanthemi) ;
3. les bactéries oncogènes : l'espèce type est Agrobacterium tumefaciens, responsable de la galle du collet d'un grand nombre d'espèces végétales, principalement dicotylédones. Cette bactérie est capable de modifier génétiquement les plantes qu'elle infecte. En effet, elle dispose d'un système moléculaire lui permettant de transférer un grand fragment d'ADN (appelé T-DNA, pour transfert-DNA) contenant plusieurs gènes présent sur l'un de ses plasmides (appelé plasmide Ti, pour tumor-inducing) vers l'ADN génomique de la plante. Ce transfert est assuré par un système de sécrétion de type IV complexe. Le T-DNA originel contient des gènes codant des enzymes impliquées dans la synthèse d'auxines et de cytokinines, des hormones végétales et de substrats particuliers, les opines. L'expression de ces gènes provoque des dérèglement hormonaux dans les tissus infectés qui se mettent à proliférer pour former une tumeur. Cette tumeur constitue une niche favorable à la multiplication de la bactérie.

#### Phase de dispersion
Tous les moyens sont bons :
- la pluie joue un rôle très efficace dans la dispersion de bactéries présente sur les feuilles ou sur le sol ;
- les exsudations bactériennes muqueuses peuvent sécher et se transmettre par le vent ;
- les insectes pollinisateurs peuvent transmettre les bactéries quand celles-ci attaquent les fleurs (cas du feu bactérien chez les poiriers). Les insectes piqueurs jouent le rôle de vecteurs des bactéries qui vivent dans les tissus conducteurs ;
- les machines agricoles peuvent également favoriser la dispersion des bactéries en remuant le sol.

## Évolution des stratégies parasitaires
Toutes ces stratégies se retrouvent chez les bactéries phytopathogènes, les types de parasitismes les plus « évolués » impliquant des mécanismes de reconnaissance poussés entre la plante hôte et la bactérie.

### Parasitisme génétique
La bactérie du genre Agrobacterium pratique la colonisation génétique[réf. nécessaire].

## Méthodes de lutte
En 1972, deux chercheurs australiens, P.B. New et A. Kerr mettent au point une méthode efficace de lutte biologique contre la galle du collet causée par Agrobacterium tumefaciens en inoculant les semences ou plants à l'aide d'une souche avirulente, la souche K84, d’Agrobacterium radiobacter (Beijerinck & van Delde).